# Яремийчук, Мария Алексеевна
Мария Алексеевна Яремийчук (8 марта 1920, Балинцы — 13 сентября 2013, Балинцы) — украинская советская деятельница, новатор сельскохозяйственного производства, звеньевая колхоза имени Ивана Франко села Балинцы Гвоздецкого (Снятынского) района Ивано-Франковской области. Герой Социалистического Труда (13.07.1954). Депутат Верховного Совета УССР 4-го созыва.

## Биография
Родилась в бедной крестьянской семье. Получила начальное образование в родном селе.
После присоединения Галиции к СССР, в 1940 году вступила в колхоз села Балинцы Гвоздецкого района Станиславской области. Во время Великой Отечественной войны работала в собственном хозяйстве.
С 1949 года — звеньевая свекловодческого звена колхоза имени Ивана Франко села Балинцы Гвоздецкого (затем — Снятынского) района Станиславской (Ивано-Франковской) области. Окончила трехлетние агротехнические курсы.
Звено Яремийчук отмечалось выращиванием высоких урожаев сахарной свеклы. В 1953 году получили по 651,4 центнера сахарной свеклы с каждого из 5 гектаров.
Член КПСС с 1955 года.
Избиралась делегатом XXIII съезда КП Украины, депутатом Ивано-Франковского областного совета, депутатом и заместителем председателя исполнительного комитета Балинцовского сельского совета депутатов трудящихся, членом Ивано-Франковского областного и Снятинского районного комитетов КПУ, членом правления республиканского общества «Знание».
Потом — на пенсии в селе Балинцы Снятынского района Ивано-Франковской области.

## Награды
- Герой Социалистического Труда (13.07.1954)
- орден Ленина (13.07.1954)
- орден Трудового Красного Знамени (26.02.1958)
- медали